# 김보화
김보화(金寶華, 1962년 12월 6일 ~ )는 전라북도 익산시 출신의 대한민국의 희극 배우이다.
1981년 MBC 문화방송 개그콘테스트로 데뷔하였다.

## 출연 작품
- 《웃으면 복이와요》 (MBC)
- 《일요일 밤의 대행진》 (MBC) - 풍자 한마당, 참깨 부부 들깨 부부
- 《청춘만만세》 (MBC) - 소문난 집, 보화의 계절, 명작 순례, 바보 온달과 평강 공주
- 《청춘행진곡》 (MBC) - 김보화의 스타 데이트
- 《코미디 세상만사》 (KBS2)
- 《오늘은 좋은날》 (MBC)
- 《김보화의 트로트 가요앨범》 (KBS 제2라디오)
- 《서수남, 김보화의 주말선택》 (TBS)
- 《위기탈출 넘버원》 (KBS)
- 《집밥의 여왕》 (JTBC) 《2014년》[2]
- 《행복한 아침》 (채널A)

## 마당놀이
- 2009년 : 《MBC 마당놀이 토정비결》

## 광고
- 삼양식품 오복탕면&삼미우동(1985년) - 조정현과 함께 출연
- 해태제과 미스타 오징어(1986년) - "일요일 밤의 대행진 - 풍자 한마당" 팀으로 출연
- 오리온 초코파이(1986년) - "일요일 밤의 대행진- 풍자 한마당" 팀으로 출연
- 동아오츠카 썬듀 (1986년) - (Feat. 이경규)
- 해태제과 무스탕 바(1987년) - 최병서와 함께 출연
- CJ제일제당 백설햄 마라톤 소세지(1987년)
- 빙그레 온동네 라면(1989년)
- 대우전자 대우 조용한 청소기 "싹싹"(1992년)

## 수상
- 1985년 MBC 연기대상 코미디 부문 여자 신인상
- 1986년 MBC 연기대상 코미디 부문 여자 우수상
- 1987년 MBC 연기대상 코미디 부문 여자 최우수상
- 1989년 백상예술대상 코미디 부문 여자 신인상